# Annika Waern
Annika Waern, född 22 mars 1960 i Västerhaninge församling  i Stockholms län, är sedan 2013 professor i människa–datorinteraktion vid Institutionen för informatik och media vid Uppsala universitet.
Waern har forskat på design och användning av mobil teknik med fokus på fysiska spel och verklighetsspel.